# Amicromias yunakovi
Amicromias yunakovi – gatunek chrząszcza z rodziny ryjkowcowatych i podrodziny Entiminae.
Gatunek ten opisany został w 2017 roku przez Romana Borovca, George’a Kakiopoulousa i Christopha Germanna, na podstawie dwóch samic, odłowionych w 2016 roku w okolicy wsi Vrontamas. Epitet gatunkowy nadano na cześć rosyjskiego koleopterologa, Nikołaja Junakowa.
Chrząszcz o ciele długości 2,09–2,13 mm, ubarwiony ciemnobrązowo z rudobrązowymi czułkami i odnóżami. Przylegające łuski na głowie i przedpleczu są słabo widoczne, zaś te na pokrywach są V-kształtne i nie przykrywają całkowicie oskórka. Głowę z ryjkiem i przedplecze porastają smukłe, słabo widoczne szczecinki. Podobne, choć nieco dłuższe szczecinki ustawione są w jednym regularnym rządku na każdym międzyrzędzie pokryw. Ryjek jest 1,34–1,37 raza szerszy niż dłuższy, w nasadowych ⅔ ku przodowi zwężony, najszerszy u nasady. Czułki cechuje trzonek stopniowo powiększony ku szczytowi. Przedplecze jest 1,56–1,68 raza szersze niż długie. Krótko-owalne pokrywy mają długość 1,23–1,28 raza większą od szerokości. W wierzchołkowej części opadającej pokryw odległości między szczecinkami są większe niż długości szczecinek. Zbiornik nasienny ma ramus tak długi jak nodulus. 
Owad endemiczny dla Grecji, znany tylko z miejsca typowego na południowym Peloponezie. Spotykany na pastwiskach, pod kamieniami.